# Mistrovství světa v ledním hokeji do 18 let 2023
Mistrovství světa v ledním hokeji do 18 let 2023 byl mezinárodní hokejový turnaj pořádaný Mezinárodní hokejovou federací. 
Turnaj se konal ve švýcarských městech Basilej a Porrentruy od 20. do 30. dubna 2023.

## Skupina A

### Tabulka
|  | Postupující do čtvrtfinále |
|  | O udržení                  |

| Poř. | Tým       | Z | V | VP | PP | P | GV | GI | +/- | B  |
| ---- | --------- | - | - | -- | -- | - | -- | -- | --- | -- |
| 1.   | Švédsko   | 4 | 4 | 0  | 0  | 0 | 18 | 3  | +15 | 12 |
| 2.   | Kanada    | 4 | 3 | 0  | 0  | 1 | 20 | 14 | +6  | 9  |
| 3.   | Slovensko | 4 | 1 | 1  | 0  | 2 | 15 | 15 | 0   | 5  |
| 4.   | Česko     | 4 | 1 | 0  | 1  | 2 | 12 | 14 | -2  | 4  |
| 5.   | Německo   | 4 | 0 | 0  | 0  | 4 | 5  | 24 | -19 | 0  |

### Zápasy
| 20. dubna 2023 14:30 | Kanada | 0 : 8 (0:5, 0:1, 0:2) | Švédsko | Raiffeisen Arena, Porrentruy Návštěvnost: 1 998 |  |

| Report                           |                                  |          |              |                                                                            |
| Carson Bjarnason Gabriel D'Aigle | Carson Bjarnason Gabriel D'Aigle | Brankáři | Noah Erliden | Rozhodčí: Adam Kika Lukas Kohlmüller Čároví: Lukáš Rampír Dominik Schlegel |
| 60 min                           | 60 min                           | Tresty   | 6 min        | Rozhodčí: Adam Kika Lukas Kohlmüller Čároví: Lukáš Rampír Dominik Schlegel |
| 30                               | 30                               | Střely   | 24           | Rozhodčí: Adam Kika Lukas Kohlmüller Čároví: Lukáš Rampír Dominik Schlegel |

| 20. dubna 2023 18:30 | Česko | 2 : 3 po s.n. (0:1, 2:1, 0:0 - 0:0) | Slovensko | Raiffeisen Arena, Porrentruy Návštěvnost: 1 193 |  |

| Report         |                |          |              |                                                                              |
| Michael Hrabal | Michael Hrabal | Brankáři | Samuel Urban | Rozhodčí: Micha Hebeisen Loic Ruprecht Čároví: Shane Gustafson Simon Riecken |
| 37 min         | 37 min         | Tresty   | 2 min        | Rozhodčí: Micha Hebeisen Loic Ruprecht Čároví: Shane Gustafson Simon Riecken |
| 23             | 23             | Střely   | 42           | Rozhodčí: Micha Hebeisen Loic Ruprecht Čároví: Shane Gustafson Simon Riecken |

| 21. dubna 2023 14:30 | Kanada | 8 : 0 (2:0, 3:0, 3:0) | Německo | Raiffeisen Arena, Porrentruy Návštěvnost: 968 |  |

| Report           |                  |          |                   |                                                                           |
| Carson Bjarnason | Carson Bjarnason | Brankáři | Leon Willerscheid | Rozhodčí: Martin Jobbágy Christian Ofner Čároví: Emil Dalsgaard Niko Jusi |
| 6 min            | 6 min            | Tresty   | 39 min            | Rozhodčí: Martin Jobbágy Christian Ofner Čároví: Emil Dalsgaard Niko Jusi |
| 50               | 50               | Střely   | 11                | Rozhodčí: Martin Jobbágy Christian Ofner Čároví: Emil Dalsgaard Niko Jusi |

| 21. dubna 2023 18:30 | Slovensko | 3 : 5 (1:3, 0:0, 2:2) | Švédsko | Raiffeisen Arena, Porrentruy Návštěvnost: 1 287 |  |

| Report       |              |          |              |                                                                            |
| Samuel Urban | Samuel Urban | Brankáři | Noah Erliden | Rozhodčí: Geoffrey Barcelo Nolan Bloyer Čároví: Nicolas Boivin Markus Merk |
| 6 min        | 6 min        | Tresty   | 10 min       | Rozhodčí: Geoffrey Barcelo Nolan Bloyer Čároví: Nicolas Boivin Markus Merk |
| 26           | 26           | Střely   | 52           | Rozhodčí: Geoffrey Barcelo Nolan Bloyer Čároví: Nicolas Boivin Markus Merk |

| 22. dubna 2023 17:00 | Německo | 1 : 7 (0:3, 0:3, 1:1) | Česko | Raiffeisen Arena, Porrentruy Návštěvnost: 787 |  |

| Report                                |                                       |          |                |                                                                             |
| Valentin Ankirchner Leon Willerscheid | Valentin Ankirchner Leon Willerscheid | Brankáři | Michael Hrabal | Rozhodčí: Dominic Cadieux Daniel Eriksson Čároví: Emil Dalsgaard Oto Durmis |
| 33 min                                | 33 min                                | Tresty   | 16 min         | Rozhodčí: Dominic Cadieux Daniel Eriksson Čároví: Emil Dalsgaard Oto Durmis |
| 30                                    | 30                                    | Střely   | 35             | Rozhodčí: Dominic Cadieux Daniel Eriksson Čároví: Emil Dalsgaard Oto Durmis |

| 23. dubna 2023 13:00 | Slovensko | 3 : 4 (0:1, 1:2, 2:1) | Kanada | Raiffeisen Arena, Porrentruy Návštěvnost: 1 751 |  |

| Report        |               |          |                  |                                                                            |
| Lukáš Fürsten | Lukáš Fürsten | Brankáři | Carson Bjarnason | Rozhodčí: Geoffrey Barcelo Luděk Pilný Čároví: Emil Dalsgaard Lukáš Rampír |
| 8 min         | 8 min         | Tresty   | 6 min            | Rozhodčí: Geoffrey Barcelo Luděk Pilný Čároví: Emil Dalsgaard Lukáš Rampír |
| 25            | 25            | Střely   | 42               | Rozhodčí: Geoffrey Barcelo Luděk Pilný Čároví: Emil Dalsgaard Lukáš Rampír |

| 23. dubna 2023 17:00 | Švédsko | 2 : 0 (0:0, 0:0, 2:0) | Česko | Raiffeisen Arena, Porrentruy Návštěvnost: 1 558 |  |

| Report       |              |          |                |                                                                             |
| Noah Erliden | Noah Erliden | Brankáři | Michael Hrabal | Rozhodčí: Martin Jobbágy Lukas Kohlmüller Čároví: Markus Merk Simon Riecken |
| 8 min        | 8 min        | Tresty   | 10 min         | Rozhodčí: Martin Jobbágy Lukas Kohlmüller Čároví: Markus Merk Simon Riecken |
| 31           | 31           | Střely   | 15             | Rozhodčí: Martin Jobbágy Lukas Kohlmüller Čároví: Markus Merk Simon Riecken |

| 24. dubna 2023 18:30 | Německo | 4 : 6 (1:1, 3:2, 0:3) | Slovensko | Raiffeisen Arena, Porrentruy Návštěvnost: 548 |  |

| Report            |                   |          |              |                                                                            |
| Leon Willerscheid | Leon Willerscheid | Brankáři | Samuel Urban | Rozhodčí: Nolan Bloyer Riku Brander Čároví: Nicolas Boivin Shane Gustafson |
| 31 min            | 31 min            | Tresty   | 10 min       | Rozhodčí: Nolan Bloyer Riku Brander Čároví: Nicolas Boivin Shane Gustafson |
| 27                | 27                | Střely   | 38           | Rozhodčí: Nolan Bloyer Riku Brander Čároví: Nicolas Boivin Shane Gustafson |

| 25. dubna 2023 14:30 | Švédsko | 3 : 0 (0:0, 0:0, 3:0) | Německo | Raiffeisen Arena, Porrentruy Návštěvnost: 2 653 |  |

| Report        |               |          |              |                                                                             |
| Melker Thelin | Melker Thelin | Brankáři | Nico Pertuch | Rozhodčí: Christian Ofner Loic Ruprecht Čároví: Nicolas Boivin Lukáš Rampír |
| 2 min         | 2 min         | Tresty   | 10 min       | Rozhodčí: Christian Ofner Loic Ruprecht Čároví: Nicolas Boivin Lukáš Rampír |
| 28            | 28            | Střely   | 14           | Rozhodčí: Christian Ofner Loic Ruprecht Čároví: Nicolas Boivin Lukáš Rampír |

| 25. dubna 2023 18:30 | Česko | 3 : 8 (0:2, 2:3, 1:3) | Kanada | Raiffeisen Arena, Porrentruy Návštěvnost: 1 586 |  |

| Report                   |                          |          |                  |                                                                               |
| Michael Hrabal Jan Kavan | Michael Hrabal Jan Kavan | Brankáři | Carson Bjarnason | Rozhodčí: Daniel Eriksson Micha Hebeisen Čároví: Markus Merk Dominik Schlegel |
| 8 min                    | 8 min                    | Tresty   | 29 min           | Rozhodčí: Daniel Eriksson Micha Hebeisen Čároví: Markus Merk Dominik Schlegel |
| 26                       | 26                       | Střely   | 45               | Rozhodčí: Daniel Eriksson Micha Hebeisen Čároví: Markus Merk Dominik Schlegel |

## Skupina B

### Tabulka
|  | Postupující do čtvrtfinále |
|  | O udržení                  |

| Poř. | Tým       | Z | V | VP | PP | P | GV | GI | +/- | B  |
| ---- | --------- | - | - | -- | -- | - | -- | -- | --- | -- |
| 1.   | USA       | 4 | 4 | 0  | 0  | 0 | 37 | 6  | +31 | 12 |
| 2.   | Finsko    | 4 | 3 | 0  | 0  | 1 | 23 | 14 | +9  | 9  |
| 3.   | Švýcarsko | 4 | 2 | 0  | 0  | 2 | 12 | 15 | -3  | 6  |
| 4.   | Lotyšsko  | 4 | 1 | 0  | 0  | 3 | 5  | 17 | -12 | 3  |
| 5.   | Norsko    | 4 | 0 | 0  | 0  | 4 | 3  | 28 | -25 | 0  |

### Zápasy
| 20. dubna 2023 16:00 | USA | 7 : 1 (0:0, 3:0, 4:1) | Lotyšsko | St. Jakobshalle, Basilej Návštěvnost: 810 |  |

| Report                           |                                  |          |                           |                                                                               |
| Trey Augustine Hampton Slukynsky | Trey Augustine Hampton Slukynsky | Brankáři | Aksels Ozols Nils Mauriņš | Rozhodčí: Geoffrey Barcelo Riku Brander Čároví: Markus Merk Tobias Nordlander |
| 8 min                            | 8 min                            | Tresty   | 39 min                    | Rozhodčí: Geoffrey Barcelo Riku Brander Čároví: Markus Merk Tobias Nordlander |
| 36                               | 36                               | Střely   | 24                        | Rozhodčí: Geoffrey Barcelo Riku Brander Čároví: Markus Merk Tobias Nordlander |

| 20. dubna 2023 20:00 | Finsko | 4 : 2 (0:0, 2:2, 2:0) | Švýcarsko | St. Jakobshalle, Basilej Návštěvnost: 1 988 |  |

| Report      |             |          |           |                                                                      |
| Eemil Vinni | Eemil Vinni | Brankáři | Ewan Huet | Rozhodčí: Nolan Bloyer Luděk Pilný Čároví: Nicolas Boivin Oto Durmis |
| 10 min      | 10 min      | Tresty   | 12 min    | Rozhodčí: Nolan Bloyer Luděk Pilný Čároví: Nicolas Boivin Oto Durmis |
| 37          | 37          | Střely   | 18        | Rozhodčí: Nolan Bloyer Luděk Pilný Čároví: Nicolas Boivin Oto Durmis |

| 21. dubna 2023 16:00 | Lotyšsko | 2 : 5 (0:1, 0:3, 2:1) | Finsko | St. Jakobshalle, Basilej Návštěvnost: 342 |  |

| Report                         |                                |          |               |                                                                                     |
| Aksels Ozols Linards Feldbergs | Aksels Ozols Linards Feldbergs | Brankáři | Visa Vedenpää | Rozhodčí: Dominic Cadieux Daniel Ericksson Čároví: Shane Gustafson Dominik Schlegel |
| 4 min                          | 4 min                          | Tresty   | 6 min         | Rozhodčí: Dominic Cadieux Daniel Ericksson Čároví: Shane Gustafson Dominik Schlegel |
| 21                             | 21                             | Střely   | 47            | Rozhodčí: Dominic Cadieux Daniel Ericksson Čároví: Shane Gustafson Dominik Schlegel |

| 21. dubna 2023 20:00 | Norsko | 0 : 5 (0:2, 0:2, 0:1) | Švýcarsko | St. Jakobshalle, Basilej Návštěvnost: 2 126 |  |

| Report                             |                                    |          |           |                                                                         |
| Marius Bjørnsgaard Martin Lundberg | Marius Bjørnsgaard Martin Lundberg | Brankáři | Ewan Huet | Rozhodčí: Riku Brander Adam Kika Čároví: Tobias Nordlander Lukáš Rampír |
| 16 min                             | 16 min                             | Tresty   | 14 min    | Rozhodčí: Riku Brander Adam Kika Čároví: Tobias Nordlander Lukáš Rampír |
| 20                                 | 20                                 | Střely   | 23        | Rozhodčí: Riku Brander Adam Kika Čároví: Tobias Nordlander Lukáš Rampír |

| 22. dubna 2023 19:00 | Norsko | 1 : 12 (0:4, 1:5, 0:3) | USA | St. Jakobshalle, Basilej Návštěvnost: 732 |  |

| Report                             |                                    |          |               |                                                                           |
| Martin Lundberg Marius Bjørnsgaard | Martin Lundberg Marius Bjørnsgaard | Brankáři | Carsen Musser | Rozhodčí: Micha Hebeisen Lukas Kohlmüller Čároví: Niko Jusi Simon Riecken |
| 6 min                              | 6 min                              | Tresty   | 8 min         | Rozhodčí: Micha Hebeisen Lukas Kohlmüller Čároví: Niko Jusi Simon Riecken |
| 15                                 | 15                                 | Střely   | 61            | Rozhodčí: Micha Hebeisen Lukas Kohlmüller Čároví: Niko Jusi Simon Riecken |

| 23. dubna 2023 15:00 | Švýcarsko | 5 : 1 (2:1, 1:0, 2:0) | Lotyšsko | St. Jakobshalle, Basilej Návštěvnost: 3 277 |  |

| Report    |           |          |              |                                                                               |
| Ewan Huet | Ewan Huet | Brankáři | Aksels Ozols | Rozhodčí: Dominic Cadieux Christian Ofner Čároví: Niko Jusi Tobias Nordlander |
| 10 min    | 10 min    | Tresty   | 8 min        | Rozhodčí: Dominic Cadieux Christian Ofner Čároví: Niko Jusi Tobias Nordlander |
| 21        | 21        | Střely   | 18           | Rozhodčí: Dominic Cadieux Christian Ofner Čároví: Niko Jusi Tobias Nordlander |

| 23. dubna 2023 19:00 | USA | 8 : 4 (2:2, 3:1, 3:1) | Finsko | St. Jakobshalle, Basilej Návštěvnost: 1 442 |  |

| Report         |                |          |             |                                                                                  |
| Trey Augustine | Trey Augustine | Brankáři | Eemil Vinni | Rozhodčí: Daniel Eriksson Loic Ruprecht Čároví: Shane Gustafson Dominik Schlegel |
| 8 min          | 8 min          | Tresty   | 6 min       | Rozhodčí: Daniel Eriksson Loic Ruprecht Čároví: Shane Gustafson Dominik Schlegel |
| 33             | 33             | Střely   | 31          | Rozhodčí: Daniel Eriksson Loic Ruprecht Čároví: Shane Gustafson Dominik Schlegel |

| 24. dubna 2023 20:00 | Lotyšsko | 1 : 0 (0:0, 0:0, 1:0) | Norsko | St. Jakobshalle, Basilej Návštěvnost: 372 |  |

| Report       |              |          |                 |                                                                      |
| Aksels Ozols | Aksels Ozols | Brankáři | Martin Lundberg | Rozhodčí: Micha Hebeisen Adam Kika Čároví: Emil Dalsgaard Oto Durmis |
| 8 min        | 8 min        | Tresty   | 4 min           | Rozhodčí: Micha Hebeisen Adam Kika Čároví: Emil Dalsgaard Oto Durmis |
| 19           | 19           | Střely   | 19              | Rozhodčí: Micha Hebeisen Adam Kika Čároví: Emil Dalsgaard Oto Durmis |

| 25. dubna 2023 16:00 | Švýcarsko | 0 : 10 (0:4, 0:2, 0:4) | USA | St. Jakobshalle, Basilej Návštěvnost: 2 091 |  |

| Report           |                  |          |                |                                                                        |
| Christian Kirsch | Christian Kirsch | Brankáři | Trey Augustine | Rozhodčí: Riku Brander Martin Jobbágy Čároví: Oto Durmis Simon Riecken |
| 4 min            | 4 min            | Tresty   | 6 min          | Rozhodčí: Riku Brander Martin Jobbágy Čároví: Oto Durmis Simon Riecken |
| 17               | 17               | Střely   | 34             | Rozhodčí: Riku Brander Martin Jobbágy Čároví: Oto Durmis Simon Riecken |

| 25. dubna 2023 16:00 | Finsko | 10 : 2 (4:1, 4:0, 2:1) | Norsko | St. Jakobshalle, Basilej Návštěvnost: 831 |  |

| Report   |          |          |                    |                                                                            |
| Noa Vali | Noa Vali | Brankáři | Marius Bjørnsgaard | Rozhodčí: Lukas Kohlmüller Luděk Pilný Čároví: Niko Jusi Tobias Nordlander |
| 6 min    | 6 min    | Tresty   | 10 min             | Rozhodčí: Lukas Kohlmüller Luděk Pilný Čároví: Niko Jusi Tobias Nordlander |
| 38       | 38       | Střely   | 15                 | Rozhodčí: Lukas Kohlmüller Luděk Pilný Čároví: Niko Jusi Tobias Nordlander |

## Play off
|  | Čtvrtfinále 1 |               |               |  |    |              |              |              |  |               |               |               |   |
|  | 1B            | USA           | 4             |  |    |              |              |              |  |               |               |               |   |
|  | 4A            | Česko         | 1             |  |    | Semifinále 1 | Semifinále 1 | Semifinále 1 |  |               |               |               |   |
|  |               |               |               |  |    | 1B           | USA          | 7            |  |               |               |               |   |
|  | Čtvrtfinále 2 | Čtvrtfinále 2 | Čtvrtfinále 2 |  | 3A | Slovensko    | 1            |              |  |               |               |               |   |
|  | 2B            | Finsko        | 2             |  |    |              |              |              |  |               |               |               |   |
|  | 3A            | Slovensko     | 3             |  |    |              |              |              |  | Finále        | Finále        | Finále        |   |
|  |               |               |               |  |    |              |              |              |  |               | 1B            | USA (PP)      | 3 |
|  | Čtvrtfinále 3 | Čtvrtfinále 3 | Čtvrtfinále 3 |  |    |              |              |              |  |               | 1A            | Švédsko       | 2 |
|  | 1A            | Švédsko       | 6             |  |    |              |              |              |  |               |               |               |   |
|  | 4B            | Lotyšsko      | 1             |  |    | Semifinále 2 | Semifinále 2 | Semifinále 2 |  | Zápas o bronz | Zápas o bronz | Zápas o bronz |   |
|  |               |               |               |  |    | 1A           | Švédsko      | 7            |  | 2A            | Kanada (PP)   | 4             |   |
|  | Čtvrtfinále 4 | Čtvrtfinále 4 | Čtvrtfinále 4 |  | 2A | Kanada       | 2            |              |  | 3A            | Slovensko     | 3             |   |
|  | 2A            | Kanada        | 7             |  |    |              |              |              |  |               |               |               |   |
|  | 3B            | Švýcarsko     | 3             |  |    |              |              |              |  |               |               |               |   |

### Čtvrtfinále
| 27. dubna 2023 12:30 | USA | 4 : 1 (1:0, 1:0, 2:1) | Česko | St. Jakobshalle, Basilej Návštěvnost: 654 |  |

| Report         |                |          |                |  |
| Trey Augustine | Trey Augustine | Brankáři | Michael Hrabal |  |
| 2 min          | 2 min          | Tresty   | 6 min          |  |
| 52             | 52             | Střely   | 12             |  |

| 27. dubna 2023 15:00 | Finsko | 2 : 3 (0:1, 0:2, 2:0) | Slovensko | Raiffeisen Arena, Porrentruy Návštěvnost: 2 378 |  |

| Report      |             |          |              |  |
| Eemil Vinni | Eemil Vinni | Brankáři | Samuel Urban |  |
| 4 min       | 4 min       | Tresty   | 6 min        |  |
| 56          | 56          | Střely   | 16           |  |

| 27. dubna 2023 17:30 | Kanada | 7 : 3 (1:1, 5:1, 1:1) | Švýcarsko | St. Jakobshalle, Basilej Návštěvnost: 1 498 |  |

| Report           |                  |          |                            |  |
| Carson Bjarnason | Carson Bjarnason | Brankáři | Ewan Huet Christian Kirsch |  |
| 2 min            | 2 min            | Tresty   | 10 min                     |  |
| 33               | 33               | Střely   | 31                         |  |

| 27. dubna 2023 20:00 | Švédsko | 6 : 1 (2:0, 2:1, 2:0) | Lotyšsko | Raiffeisen Arena, Porrentruy Návštěvnost: 572 |  |

| Report       |              |          |              |  |
| Noah Erliden | Noah Erliden | Brankáři | Aksels Ozols |  |
| 8 min        | 8 min        | Tresty   | 4 min        |  |
| 55           | 55           | Střely   | 16           |  |

### Semifinále
| 29. dubna 2023 15:00 | USA | 7 : 1 (3:0, 2:1, 2:0) | Slovensko | St. Jakobshalle, Basilej Návštěvnost: 2 475 |  |

| Report         |                |          |                            |  |
| Trey Augustine | Trey Augustine | Brankáři | Samuel Urban Lukáš Fürsten |  |
| 8 min          | 8 min          | Tresty   | 33 min                     |  |
| 50             | 50             | Střely   | 28                         |  |

| 29. dubna 2023 19:00 | Švédsko | 7 : 2 (2:2, 4:0, 1:0) | Kanada | St. Jakobshalle, Basilej Návštěvnost: 1 585 |  |

| Report       |              |          |                                  |  |
| Noah Erliden | Noah Erliden | Brankáři | Carson Bjarnason Gabriel D'Aigle |  |
| 70 min       | 70 min       | Tresty   | 18 min                           |  |
| 29           | 29           | Střely   | 35                               |  |

### O 3. místo
| 30. dubna 2023 15:00 | Kanada | 4 : 3 PP (0:0, 2:1, 1:2 - 0:0) | Slovensko | St. Jakobshalle, Basilej Návštěvnost: 2 598 |  |

| Report          |                 |          |              |  |
| Gabriel D'Aigle | Gabriel D'Aigle | Brankáři | Samuel Urban |  |
| 14 min          | 14 min          | Tresty   | 6 min        |  |
| 41              | 41              | Střely   | 29           |  |

### Finále
| 30. dubna 2023 19:00 | USA | 3 : 2 PP (0:1, 0:1, 2:0 - 1:0) | Švédsko | St. Jakobshalle, Basilej Návštěvnost: 4 342 |  |

| Report |        |        |       |
| 10 min | 10 min | Tresty | 4 min |
| 41     | 41     | Střely | 32    |

## O udržení
| 27. dubna 2023 11:00 | Německo | 1 : 6 (0:2, 0:2, 1:2) | Norsko | Raiffeisen Arena, Porrentruy Návštěvnost: 2 236 |  |

| Report            |                   |          |                 |  |
| Leon Willerscheid | Leon Willerscheid | Brankáři | Martin Lundberg |  |
| 26 min            | 26 min            | Tresty   | 28 min          |  |
| 35                | 35                | Střely   | 10              |  |

| 29. dubna 2023 11:00 | Norsko | 3 : 2 (1:1, 2:0, 0:1) | Německo | Raiffeisen Arena, Porrentruy Návštěvnost: 409 |  |

| Report          |                 |          |              |  |
| Martin Lundberg | Martin Lundberg | Brankáři | Nico Pertuch |  |
| 4 min           | 4 min           | Tresty   | 14 min       |  |
| 35              | 35              | Střely   | 16           |  |

## Divize I

### Skupina A
Hráno ve Francii (Angers), od 23. do 29. dubna 2023.
| Poř. | Tým        | Z | V | VP | PP | P | GV | GI | +/- | B  |                         |
| ---- | ---------- | - | - | -- | -- | - | -- | -- | --- | -- | ----------------------- |
| 1.   | Kazachstán | 5 | 4 | 0  | 0  | 1 | 22 | 9  | +13 | 12 | Postup do elitní divize |
| 2.   | Dánsko     | 5 | 3 | 1  | 0  | 1 | 26 | 11 | +15 | 11 |                         |
| 3.   | Japonsko   | 5 | 2 | 1  | 0  | 2 | 13 | 15 | -2  | 8  |                         |
| 4.   | Maďarsko   | 5 | 2 | 0  | 1  | 2 | 8  | 15 | -7  | 7  |                         |
| 5.   | Ukrajina   | 5 | 0 | 2  | 1  | 2 | 8  | 16 | -8  | 5  |                         |
| 6.   | Francie    | 5 | 0 | 0  | 2  | 3 | 7  | 18 | -11 | 2  | Sestup do divize I B    |

### Skupina B
Hráno ve Slovinsku (Bled), od 10. do 16. dubna 2023.
| Poř. | Tým         | Z | V | VP | PP | P | GV | GI | +/- | B  |                       |
| ---- | ----------- | - | - | -- | -- | - | -- | -- | --- | -- | --------------------- |
| 1.   | Rakousko    | 5 | 4 | 0  | 0  | 1 | 21 | 10 | +11 | 12 | Postup do divize I A  |
| 2.   | Slovinsko   | 5 | 3 | 1  | 0  | 1 | 20 | 13 | +7  | 11 |                       |
| 3.   | Itálie      | 5 | 3 | 0  | 1  | 1 | 9  | 9  | 0   | 10 |                       |
| 4.   | Jižní Korea | 5 | 2 | 0  | 0  | 3 | 17 | 15 | +2  | 6  |                       |
| 5.   | Estonsko    | 5 | 1 | 0  | 0  | 4 | 8  | 21 | -13 | 3  |                       |
| 6.   | Polsko      | 5 | 1 | 0  | 0  | 4 | 9  | 16 | -7  | 3  | Sestup do divize II A |

## Divize II

### Skupina A
Hráno v Srbsku (Bělehrad), od 9. do 15. dubna 2023.
| Poř. | Tým            | Z | V | VP | PP | P | GV | GI | +/- | B  |                       |
| ---- | -------------- | - | - | -- | -- | - | -- | -- | --- | -- | --------------------- |
| 1.   | Litva          | 5 | 4 | 1  | 0  | 0 | 22 | 5  | +17 | 14 | Postup do divize I B  |
| 2.   | Chorvatsko     | 5 | 4 | 0  | 0  | 1 | 28 | 9  | +19 | 12 |                       |
| 3.   | Velká Británie | 5 | 2 | 1  | 1  | 1 | 14 | 16 | -2  | 9  |                       |
| 4.   | Srbsko         | 5 | 1 | 0  | 1  | 3 | 15 | 24 | -9  | 4  |                       |
| 5.   | Rumunsko       | 5 | 1 | 0  | 1  | 3 | 11 | 29 | -18 | 4  |                       |
| 6.   | Španělsko      | 5 | 0 | 1  | 0  | 4 | 10 | 17 | -7  | 2  | Sestup do divize II B |

### Skupina B
Hráno v Bulharsku (Sofie), od 27. března do 2. dubna 2023.
| Poř. | Tým        | Z | V | VP | PP | P | GV | GI | +/- | B  |                        |
| ---- | ---------- | - | - | -- | -- | - | -- | -- | --- | -- | ---------------------- |
| 1.   | Nizozemsko | 5 | 5 | 0  | 0  | 0 | 26 | 7  | +19 | 15 | Postup do divize II A  |
| 2.   | Čína       | 5 | 4 | 0  | 0  | 1 | 26 | 12 | +14 | 12 |                        |
| 3.   | Tchaj-wan  | 5 | 2 | 0  | 0  | 3 | 16 | 25 | -9  | 6  |                        |
| 4.   | Bulharsko  | 5 | 2 | 0  | 0  | 3 | 12 | 16 | -4  | 6  |                        |
| 5.   | Austrálie  | 5 | 2 | 0  | 0  | 3 | 12 | 20 | -8  | 6  |                        |
| 6.   | Belgie     | 5 | 0 | 0  | 0  | 5 | 8  | 20 | -12 | 0  | Sestup do divize III A |

## Divize III

### Skupina A
Hráno na Islandu (Akureyri), od 12. do 18. března 2023.
| Poř. | Tým                 | Z | V | VP | PP | P | GV | GI | +/- | B  |                        |
| ---- | ------------------- | - | - | -- | -- | - | -- | -- | --- | -- | ---------------------- |
| 1.   | Izrael              | 5 | 4 | 0  | 0  | 1 | 39 | 5  | +34 | 12 | Postup do divize II B  |
| 2.   | Island              | 5 | 4 | 0  | 0  | 1 | 36 | 12 | +24 | 12 |                        |
| 3.   | Turecko             | 5 | 3 | 0  | 0  | 2 | 27 | 15 | +12 | 9  |                        |
| 4.   | Mexiko              | 5 | 3 | 0  | 0  | 2 | 31 | 16 | +15 | 9  |                        |
| 5.   | Bosna a Hercegovina | 5 | 1 | 0  | 0  | 4 | 8  | 29 | -21 | 3  |                        |
| 6.   | Lucembursko         | 5 | 0 | 0  | 0  | 5 | 3  | 67 | -64 | 0  | Sestup do divize III B |

### Skupina B
Hráno v Jihoafrické republice (Kapské Město), od 13. do 16. března 2023.
| Poř. | Tým         | Z | V | VP | PP | P | GV | GI | +/- | B |                        |
| ---- | ----------- | - | - | -- | -- | - | -- | -- | --- | - | ---------------------- |
| 1.   | Nový Zéland | 3 | 2 | 0  | 0  | 1 | 15 | 8  | +7  | 6 | Postup do divize III A |
| 2.   | Hongkong    | 3 | 2 | 0  | 0  | 1 | 13 | 11 | +2  | 6 |                        |
| 3.   | Thajsko     | 3 | 2 | 0  | 0  | 1 | 14 | 9  | +5  | 6 |                        |
| 4.   | JAR         | 3 | 0 | 0  | 0  | 3 | 4  | 18 | -14 | 0 |                        |